# Snowgoons
Snowgoons es un grupo de productores Hip Hop, originarios de Alemania, creado en 1997 y compuesto por Dj Illegal y Det. Actualmente forman parte del sello Babygrande.

## Discografía

### Álbumes
- German Lugers (2007)
- German Snow (2008)
- Black Snow (2008)
- A Fist In The Thought (2009)
- The Trojan Horse (2009)
- KraftWerk (2010)
- The Iron Fist (2011)
- Terroristen Volk([2012]])
- Black Scnow 2 (2013
- Goon-bap (2016